# 联盟 (古罗马)
联盟 （拉丁語：foederati），在古羅馬時代，是專指最初羅馬共和國的部落結盟，該結盟直至羅馬帝國晚期，甚至以不同方式還存在著。羅馬共和國初期，羅馬條約訂定，促進了這次聯盟，聯盟聯繫著古羅馬不同部落與其殖民地，並以聯盟公權力，來解決著部落間任何問題。古羅馬維持一定數量的聯盟，其中以拉齊奧最具代表性。